# Ich, Dr. Fu Man Chu
Ich, Dr. Fu Man Chu (Originaltitel: The Face of Fu Manchu) ist der erste Film der Dr.-Fu-Man-Chu-Serie des britischen Produzenten Harry Alan Towers. Er lief im deutschsprachigen Raum am 6. August 1965 an.

## Handlung
In Anwesenheit von Oberst Nayland Smith wird Dr. Fu Man Chu in China hingerichtet. Auf einem Londoner Friedhof wird der dänische Professor Merten entführt, sein Fahrer Matthius mit einem tibetischen Gebetsschal erwürgt. Der Mord lässt Nayland Smith an Dr. Fu Man Chus Tod zweifeln, da dieser aus Tibet stammt und seine Anhänger diese Tötungsart beherrschen. Dr. Merten ist ein weltberühmter Biochemiker, der mit dem Extrakt des Schwarzen Bergmohns experimentiert. Unter bestimmten Voraussetzungen reicht ein Molekül des Extrakts aus, um einen Menschen zu töten, mit einem Tropfen könnte man die Bevölkerung ganz Londons ermorden.
Dr. Fu Man Chu lebt wirklich, denn ein Doppelgänger wurde an seiner Stelle getötet. Da sich Professor Merten weigert, ihm zu helfen, lässt er dessen Tochter Maria entführen. Unter der Androhung, Maria zu ermorden, beginnt Prof. Merten mit der Herstellung des Extrakts. Dr. Fu Man Chu nutzt eine günstige Wetterlage, um mit Hilfe des Extrakts über 3.000 Menschen in Fleetwick an der Themse zu töten. Kurz darauf kündigt er an, in zwei Tagen Hunderttausende in London zu töten, wenn man seinen Befehlen nicht gehorcht.
Oberst Nayland Smith und Mertens Assistent Carl Jannsen spüren jedoch Fu Man Chu in unterirdischen Docks der Kriegsmarine auf, befreien Maria Merten und zerstören den Unterschlupf. Dr. Fu Man Chu ist mit seiner Tochter und dem gefangenen Prof. Merten nach Tibet in einen Palast geflohen, um weiteren Samen des Schwarzen Bergmohns zu erhalten. Smith und Jannsen können den Professor befreien und den Palast sprengen. Dr. Fu Man Chu überlebt die Sprengung.

## Kritiken
„Gruselabenteuer von reichlich naivem Zuschnitt.“

„Verfilmte Moritat über einen asiatischen Supergangster. Die naive Story und die teilweise an billigste Schmierenregie heranreichende Gestaltung sind eine Zumutung an Verstand und Entspannungswillen der Zuschauer.“

## Sonstiges
Der Film basiert auf dem Roman The Mask of Fu Manchu von Sax Rohmer. Der Produzent Harry Alan Towers schrieb das Drehbuch unter dem Pseudonym Peter Welbeck. In der britischen Fassung stammt die Musik von Christopher Whelen.
Der deutsche Professor Müller aus Heidelberg des Originals wurde in der deutschen, um 10 Minuten gekürzten, Version zum dänischen Professor Mertens.